# Wikipedia in kazako
La Wikipedia in kazako (in kazako Қазақша Уикипедия?, Qazaqşa Uikipediia, قازاقشا ۋىيكىيپەدىييا), spesso abbreviata in kk.wikipedia o kk.wiki, è l'edizione in lingua kazaka dell'enciclopedia online Wikipedia.

## Storia
È stata aperta il 3 giugno 2002.
La sua particolarità è quella di essere scritta con caratteri cirillici, latini e arabi.
Il 24 giugno 2011 la Kazakh Encyclopediasy LLP ha concesso l'utilizzo di tutti i suoi materiali su Wikipedia in kazako.
Nel corso di Wikimania 2011, Jimmy Wales ha assegnato la prima edizione del premio annuale Global Wikipedian of the Year a Rauan Kenzhekhanuly dell'edizione in kazako.

## Statistiche
La Wikipedia in kazako ha 239 713 voci, 650 862 pagine, 166 921 utenti registrati di cui 213 attivi, 14 amministratori e una "profondità" (depth) di 15.8 (al 16 luglio 2025).
È la 49ª Wikipedia per numero di voci ma come "profondità", è la 57ª fra quelle con più di 100 000 voci (al 14 ottobre 2024).

## Cronologia
- 3 ottobre 2007 — supera le 1000 voci
- 7 aprile 2011 — supera le 10 000 voci
- 9 luglio 2011 — supera le 50 000 voci ed è la 53ª Wikipedia per numero di voci
- 26 ottobre 2011 — supera le 100 000 voci ed è la 40ª Wikipedia per numero di voci
- 6 agosto 2012 — supera le 150 000 voci ed è la 31ª Wikipedia per numero di voci
- 29 novembre 2012 — supera le 200 000 voci ed è la 25ª Wikipedia per numero di voci